# Lytogaster excavata
Lytogaster excavata är en tvåvingeart som först beskrevs av Sturtevant och Wheeler 1954.  Lytogaster excavata ingår i släktet Lytogaster och familjen vattenflugor. Inga underarter finns listade i Catalogue of Life.